# Emin Duraku
Emin Duraku (ur. 1917 w Gjakovej, zm. 5 grudnia 1942 w Prizrenie) – albański działacz antyfaszystowski, bohater narodowy Jugosławii i Albanii. Organizował walki partyzanckie w Kosowie i współpracował z jugosłowiańskim ruchem oporu. W Gjakovej za jego inicjatywą powstał komitet partyzancki, któremu później przewodził.

## Życiorys
W roku 1932, bez wiedzy rodziców, nielegalnie opuścił będące częścią Jugosławii Kosowo i wyjechał do Albanii, by się uczyć ojczystego dla niego języka albańskiego. Początkowo uczył się w gimnazjum w Tiranie, jednak w 1935 r. został z niego wydalony za działalność rewolucyjną. Następnie przeniósł się do Szkodry, gdzie kontynuował naukę i swoją działalność.
W 1938 roku został aresztowany za działalność antypaństwową. 10 lutego 1939 r. został skazany za to na 3 lata pozbawienia wolności, jednak gdy Albania znalazła się w kwietniu pod włoskim protektoratem, dzięki decyzji wicekróla Francesco Jacomoniego, został zwolniony z więzienia (jest jednak inna wersja zdarzeń, według której Duraku miał uciec z więzienia).
29 listopada 1939 roku został ponownie aresztowany, tym razem przez Włochów i za udział w lokalnym proteście przeciwko włoskiej okupacji. Został za karę internowany na wyspie Ventotene. W tym czasie codziennie uczył się literatury marksistowskiej.
W roku 1941 Duraku został objęty amnestią, co pozwoliło mu wrócić do Albanii. Przybył do Tirany w celu nawiązania kontaktu z kierownictwem Komunistycznej Partii Albanii. Tam poznał Miladina Popovicia, który polecił mu działalność partyjną w Gjakovej. Zaangażował się tam w działalność polityczną; działał w lokalnych samorządach i na początku 1942 roku został mianowany nowo powstałego Komitetu Ludowo-Wyzwoleńczego. Jedno z posiedzeń miało miejsce we wsi Staro Gracko (serb. Старо Грацко), jednak Duraku przebywał tu nielegalnie. Został wydany władzom żandarmom włoskim i albańskim prawdopodobnie przez jednego z mieszkańców tej wsi. 28 listopada oddziały włoskie i albańskie otoczyły dom, w którym przebywał. Podczas ucieczki został ranny i przetransportowany do szpitala w Prizrenie, gdzie zmarł na skutek odniesionych przez niego obrażeń.

## Upamiętnienia
Na przełomie lat 1942/1943 utworzono jeden z kosowskich oddziałów partyzanckich nazwanych imieniem Emina Duraku.
Za działalność partyzancką został nagrodzony tytułem bohatera narodowego Jugosławii oraz Albanii. Jugosłowiański reżim komunistyczny często nazywał go partyzantem albańskim, ale walczącym po stronie jugosłowiańskiej.